# Autódromo de Linas-Montlhéry

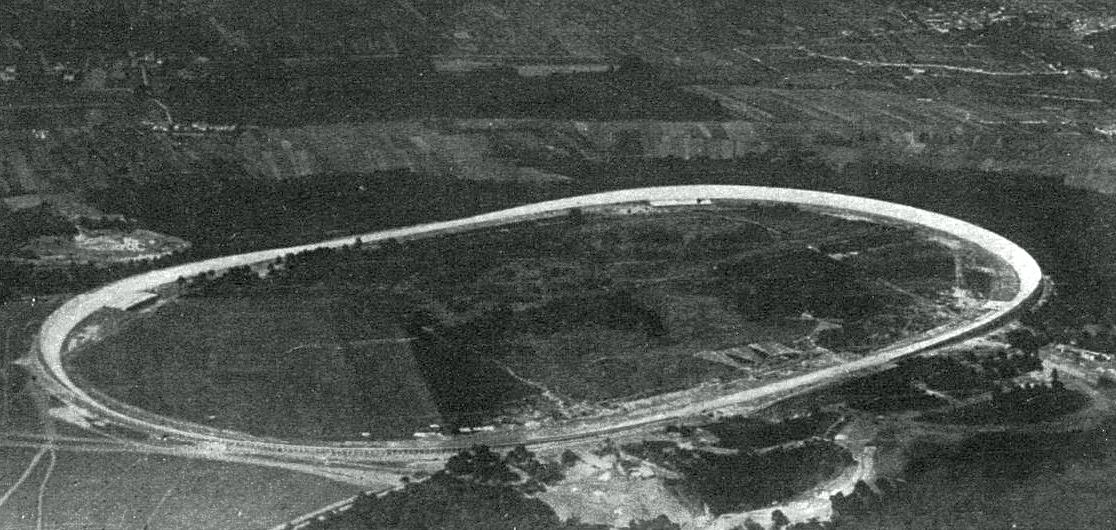
El autódromo en 1924

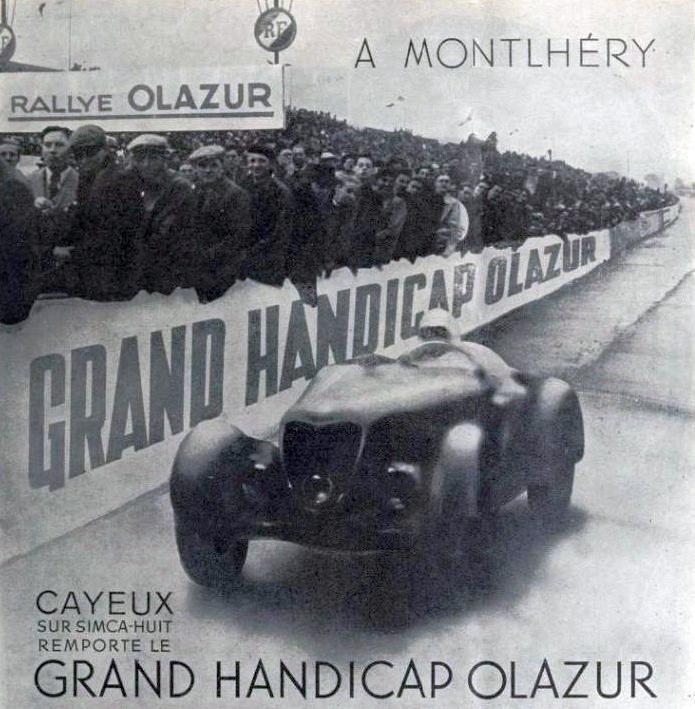
Anuncio de una prueba (1939)

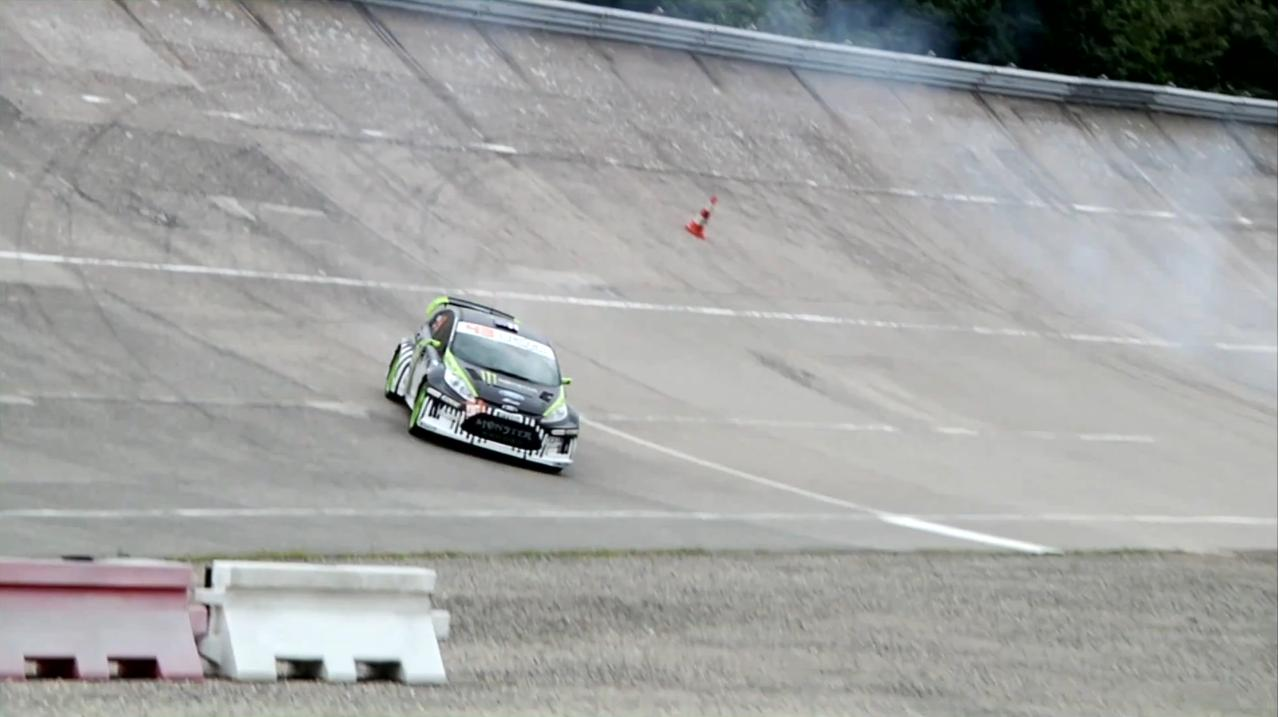
El circuito en 2011

El Autódromo de Linas-Montlhéry (nombre original en francés: Autodrome de Linas-Montlhéry) es un autódromo situado entre las comunas de Linas y Montlhéry en la región de la Isla de Francia, Francia, unos 30 km al sur de la ciudad de París. Fue diseñado por Raymond Jamin e impulsado por el empresario Alexandre Lamblin, quien quería que Francia tuviera un óvalo al igual que Estados Unidos (Indianápolis), Italia (Monza) y el Reino Unido (Brooklands).
El Gran Premio de Francia tuvo lugar en Linas-Montlhéry en 1925, en 1927, y desde 1931 hasta 1937. El piloto italiano Antonio Ascari murió al chocar mientras lideraba el Gran Premio de Francia de 1925. Por su parte, las ediciones de 1925, 1931, 1935 y 1937 del Gran Premio de Francia de Motociclismo también se celebraron en Linas-Montlhéry. El circuito albergó el Bol d'Or entre 1937 y 1939, en 1949, en 1950, entre 1952 y 1960, en 1969 y en 1970.

## Historia
El óvalo, de 2.548 metros de longitud, fue inaugurado en 1924 y se usó para batir récords de velocidad de automóviles y motocicletas durante las décadas de 1920 y 1930. El circuito mixto se concluyó de construir en 1925, medía unos 15.500 metros de extensión, y se recorría en sentido horario, es decir de manera inversa al óvalo. En 1935 se agregaron chicanas al óvalo para moderar la velocidad de los bólidos.
La pista registró numerosos éxitos en el campo de los récords de velocidad. Dos meses después de su apertura, ya se habían establecido cien distintas plusmarcas de velocidad y resistencia. El circuito se benefició de la iluminación eléctrica, lo que le permitió la conducción nocturna para los récords de resistencia. El autódromo, distante de zonas densamente pobladas, nunca se vio obstaculizado en su desarrollo.
Entre 1925 y 1939, el 86% de los récords mundiales fueron superados en el autódromo de Linas.
En 1925, la extensión del circuito, con la pista de 12,5 km alargando el anillo de velocidad, permitió acomodar el Grand Prix del Automóvil Club de Francia o ACF. El piloto Antonio Ascari murió en la edición de este Gran Premio en 1925.
Desde 1930, el circuito compite con el de Pau.
Otros Grandes Premios se disputaron en Linas, en 1931, en 1933 y en 1937.
El circuito se vendió en 1939 al Ministerio de Guerra, que dispuso del terreno durante la Segunda Guerra Mundial. La Unión Francesa del Automóvil, la Motocicleta y la Bicicleta compró las instalaciones con el objetivo de remodelarlas y organizar nuevamente carreras. Hasta principios de la década de 1970, Linas-Montlhéry albergó carreras tales como los 1000 km de París, el Bol d'Or  y la Coupe du Salon ("Copa del Salón, que se disputaba en paralelo al Salón del Automóvil de París).
En esa época se filmó allí la película Un hombre y una mujer.
La Carrera de Campeones de 1988 se celebró en Linas-Montlhéry. Durante la década de 1990, se disputaron carreras de automóviles históricos en versiones reducidas y más lentas del trazado original.

## Recorrido

Mapa del circuito completo de Linas-Montlhéry.